# Lance Bade
Lance Thomas Bade, född 6 februari 1971 i Vancouver, Washington, är en amerikansk sportskytt.
Han tävlade i olympiska spelen 1996, 2000 samt 2004 och blev olympisk bronsmedaljör i trap vid sommarspelen 1996 i Atlanta.